# Жуков Вадим Васильович
Жуков Вадим Васильович (рос. Жуков Вадим Васильевич; 16 липня 1934, Кримськ, Краснодарський край — 4 грудня 2021) — радянський і російський режисер та актор. Народний артист Росії (1993).

## Життєпис
Вадим Васильович Жуков народився 16 липня 1934 року у місті Кримськ Краснодарського краю в родині військовика. В роки Другої світової війни втратив обох батьків: батько пропав без вісті на фронті, матір у березні 1942 року розстріляли фашисти за зв'язок з партизанами. Сироту виховувала Катерина Йосипівна Сусіна. 1951 року закінчив Сімферопольськое ремісницьке училище і працював на стройках Керчі, Сімферополя, брав участь у колективах творчої самодіяльності, виступав на естраді, вів концертні програми.
Із лютого 1953 року працював актором і режисером Кримського обласного театру ляльок у Сімферополі.
1961 року закінчив Кримську культпросвітшколу, потім — факультет театрознавства Ленінградського інституту театра, музмки і кінематографії (нині Російський державний інститут сценічних мистецтв).
1968 року переїхав до Липецька, де фактично створив новий ляльковий театр. У 1968—2007 роках був директором і художнім керівником Липецького державного театру ляльок. Гастролював з театром містами СРСР та за кордоном, в тому числі у Африці — в Замбії, Мозамбіку та Анголі. За роки роботи в театрі створив понад двісті спектаклів.
Був персональним членом Російського і міжнародного Центру театрів ляльок.
Помер 4 грудня 2021 року.

## Родина
Дружина — акторка лялькового театру Галина Миколаївна Жукова, закінчила Сімферопольське театральне училище. У подружжя народилися двоє дітей — дочка Тетяна (медик, працює у Липецькому міському перинатальному центрі) та син Олександр.

## Нагороди та відзнаки
- Заслужений артист РРФСР (16.02.1978).
- Народний артист Росії (15.01.1993).
- Орден Дружби (26.05.2005).
- Почесна грамота адміністрації Липецької області і обласної Ради депутатів (2009).

## Роботи у театрі
Ржисер-постановник
- «Червона квіточка»
- «Військова таємниця» за А. Гайдаром
- «Шукай вітру в полі» В. Лівшиця
- «По щучому велінню»
- «Тигреня Петрик»
- «Друзі маленької Кітті»
- «Таємничий гіпопотам»
- «Іван-царевич — селянський син»
- «Град Лебединець»
- «Чарівна лампа Аладдіна»
- «Божественна комедія»
- «Вірменська легенда»
- «Ведмедик Римтімті»
- «Стійкість і сміливість»
- «Таємниця Чорного озера»
- «Теремок»
- «Слоненя»